# Ichneumon subannulatus
Ichneumon subannulatus är en stekelart som beskrevs av Johann Ludwig Christian Gravenhorst 1820. Ichneumon subannulatus ingår i släktet Ichneumon och familjen brokparasitsteklar. Inga underarter finns listade i Catalogue of Life.